# Tajcy
Tajcy (ros. Тайцы; fiń. Taaitsa) – osiedle typu miejskiego w Rosji, w obwodzie leningradzkim. W 2010 roku liczyło 2853 mieszkańców.
Znajduje tu się stacja kolejowa Tajcy.